# أدولف ينسن
أدولف جنسن (بالألمانية: Adolf Jensen) هو معلم موسيقى وملحن وعازف بيانو ألماني، ولد في 12 يناير 1837 في كونيغسبرغ في الإمبراطورية الروسية، وتوفي في 23 يناير 1879 في بادن بادن في ألمانيا بسبب سل.

## وصلات خارجية
- أدولف ينسن على موقع ميوزك برينز (الإنجليزية)
- أدولف ينسن على موقع ديسكوغز (الإنجليزية)